# Женская сборная Гватемалы по хоккею на траве
Женская сборная Гватемалы по хоккею на траве — женская сборная по хоккею на траве, представляющая Гватемалу на международной арене. Управляющим органом сборной выступает Ассоциация хоккея на траве Гватемалы (исп. Asociacion Deportiva Nacional de Hockey de Guatemala).
Сборная занимает (по состоянию на 6 июля 2015) 66-е место в рейтинге Международной федерации хоккея на траве (FIH).

## Результаты выступлений

### Мировая лига
- 2012/13 — не участвовали
- 2014/15 — ??-е место (выбыли в 1-м раунде)